# Rondó para piano n.º 3 (Mozart)
El Rondó para piano n.º 3 en la menor, K. 511, de Wolfgang Amadeus Mozart fue escrito en 1787. Consta de un único movimiento Andante, y sigue la estructura A-B-A-C-A. El tema principal en la menor consta en un principio de ocho notas, mientras que el primer episodio está en fa mayor y usa semicorcheas, y el segundo episodio está en la mayor principal y usa tresillos de semicorcheas.